# Bodianus trilineatus
Bodianus trilineatus (Fowler, 1934) è un pesce di acqua salata appartenente alla famiglia Labridae.

## Distribuzione e habitat
Proviene dall'Africa orientale dove è diffuso a partire dal Golfo di Aden. Di solito nuota a profondità tra i 50 e i 200 m.

## Descrizione
Presenta un corpo compresso lateralmente, allungato e abbastanza alto, con la testa dal profilo appuntito. La pinna dorsale e la pinna anale non sono particolarmente basse; la prima è però più lunga. La pinna caudale è ampia, il margine può essere sia dritto che arrotondato. La lunghezza massima registrata è di 28 cm.
Gli esemplari giovanili presentano una pinna caudale con sfumature rosate e una macchia nera vicino al peduncolo. Delle macchie dello stesso colore si trovano una sulla pinna anale e una, più grande, sulla pinna dorsale, che è trasparente. Il corpo dei giovani è rosa con striature orizzontali rosse; la colorazione è più pallida sul ventre.

Gli esemplari adulti hanno sempre una colorazione rosa intensa, con striature rossastre, più scure sul dorso, spesso interrotte. La colorazione sfuma al giallastro e poi al bianco sul ventre. La pinna dorsale è rosa e non presenta ampie macchie, ma negli esemplari più grossi (fase terminale) sono presenti piccoli puntini scuri sulla base. Negli individui in fase terminale le striature sul corpo sono molto poco evidenti.

## Riproduzione
È oviparo e non ci sono cure nei confronti delle uova; la fecondazione è esterna.

## Conservazione
Questa specie viene classificata come "a rischio minimo" (LC) dalla lista rossa IUCN perché non sembra essere minacciata da particolari pericoli ed è quindi abbastanza diffusa in tutto il suo areale.